# Aristolochia serpentaria
A serpentária ou serpentária-da-virgínia (nome científico: Aristolochia serpentaria) é uma espécie herbácea pertencente à família Aristolochiaceae. É uma espécie perene com distribuição natural no leste da América do Norte, desde Connecticut ao sul de Michigan, Texas e Flórida.

## Descrição
A espécie é considerada como em perigo no estado de Nova Iorque, região onde foi por diversas vezes encontrada entre 1895 e 1994, sendo nesta última data dada como presente nas Hudson Highlands. Desde então, outras populações dispersas foram observadas naquele estado.
A espécie é também rara no estado de Connecticut, onde integra a lista das espécies com estado de conservação preocupante. No estado de Michigan a espécie é considerada como ameaçada.

## Uso medicinal
É cultivada na Índia cujos rizomas são usados para o tratamento de picadas de serpentes, os índios norte-americanos a tem usada como remédio para picadas de cobra. Na Europa, seu uso medicinal data desde o século XVII. É também usada por seu efeito anti-inflamatório, age como tônico e diurético, além de produzir óleo essencial.